# Томіока-Мару
Томіока-Мару — транспортне судно, яке під час Другої світової війни брало участь у операціях японських збройних сил на Тихому океані.
У якийсь момент судно залучили до операцій на Новій Гвінеї. Відомо, що 8 травня 1943-го воно перебувало в Мадангу (важлива японська база на північному узбережжі цього острова), де транспорт виявили й потопили літаки армійської авіації.